# China Lake Acres (Kalifornija)
China Lake Acres je naseljeno područje za statističke svrhe u američkoj saveznoj državi Kalifornija. Prema popisu stanovništva iz 2010. u njemu je živjelo 1,876 stanovnika.